# Saint-Avit (Puy-de-Dôme)
Pour les articles homonymes, voir Saint-Avit.
Saint-Avit est une commune française située dans le département du Puy-de-Dôme, en région Auvergne-Rhône-Alpes.

## Géographie

### Localisation
Saint-Avit est située à l'ouest du département du Puy-de-Dôme.
Elle est limitrophe avec trois communes, dont une dans le département de la Creuse (région Nouvelle-Aquitaine) :
| Mérinchal (Creuse) |            |                      |
|                    | Saint-Avit |                      |
| La Celle           |            | Condat-en-Combraille |

### Climat
Pour des articles plus généraux, voir Climat d'Auvergne-Rhône-Alpes et Climat du Puy-de-Dôme.
En 2010, le climat de la commune est de type climat des marges montargnardes, selon une étude du Centre national de la recherche scientifique s'appuyant sur une série de données couvrant la période 1971-2000. En 2020, Météo-France publie une typologie des climats de la France métropolitaine dans laquelle la commune est exposée à un climat de montagne ou de marges de montagne et est dans la région climatique  Ouest et nord-ouest du Massif Central, caractérisée par une pluviométrie annuelle de 900 à 1 500 mm, maximale en automne et en hiver. 
Pour la période 1971-2000, la température annuelle moyenne est de 9 °C, avec une amplitude thermique annuelle de 15 °C. Le cumul annuel moyen de précipitations est de 995 mm, avec 12,3 jours de précipitations en janvier et 8,3 jours en juillet. Pour la période 1991-2020, la température moyenne annuelle observée sur la station météorologique de Météo-France la plus proche, « Auzances_sapc », sur la commune d'Auzances à 17 km à vol d'oiseau, est de 10,6 °C et le cumul annuel moyen de précipitations est de 898,1 mm,. Pour l'avenir, les paramètres climatiques de la commune estimés pour 2050 selon différents scénarios d'émission de gaz à effet de serre sont consultables sur un site dédié publié par Météo-France en novembre 2022.

## Urbanisme

### Typologie
Au 1er janvier 2024, Saint-Avit est catégorisée commune rurale à habitat très dispersé, selon la nouvelle grille communale de densité à sept niveaux définie par l'Insee en 2022.
Elle est située hors unité urbaine et hors attraction des villes,.

### Occupation des sols
L'occupation des sols de la commune, telle qu'elle ressort de la base de données européenne d’occupation biophysique des sols Corine Land Cover (CLC), est marquée par l'importance des territoires agricoles (74,1 % en 2018), une proportion sensiblement équivalente à celle de 1990 (74,7 %). La répartition détaillée en 2018 est la suivante : prairies (45,1 %), zones agricoles hétérogènes (29 %), forêts (16,4 %), zones urbanisées (3,4 %), eaux continentales (3,4 %), milieux à végétation arbustive et/ou herbacée (2,7 %). L'évolution de l’occupation des sols de la commune et de ses infrastructures peut être observée sur les différentes représentations cartographiques du territoire : la carte de Cassini (XVIIIe siècle), la carte d'état-major (1820-1866) et les cartes ou photos aériennes de l'IGN pour la période actuelle (1950 à aujourd'hui).

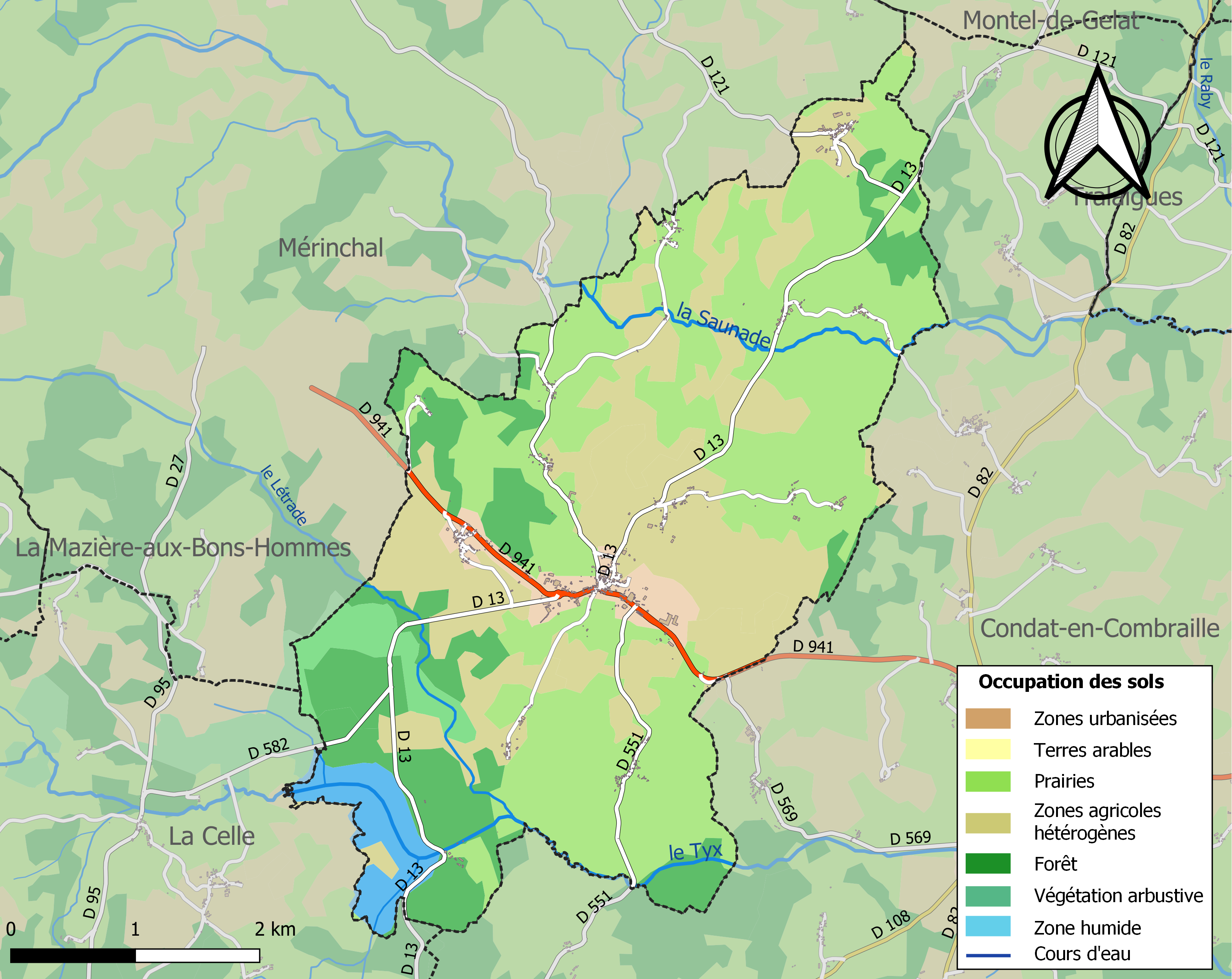
Carte des infrastructures et de l'occupation des sols de la commune en 2018 (CLC).

### Voies de communication et transports
La commune est traversée par la route départementale 941 (ancienne route nationale 141 reliant Limoges et Aubusson à l'ouest, et Pontaumur et Clermont-Ferrand à l'est), ainsi que par les RD 13 (en direction de Montel-de-Gelat au nord-est et Giat au sud), 121 (desservant le hameau de Beaublange, à l'extrême nord de la commune), 551 (en direction du hameau de Lavergne, au nord de la commune, et de Voingt au sud) et 582 (en direction de La Celle, au sud-ouest).

## Histoire

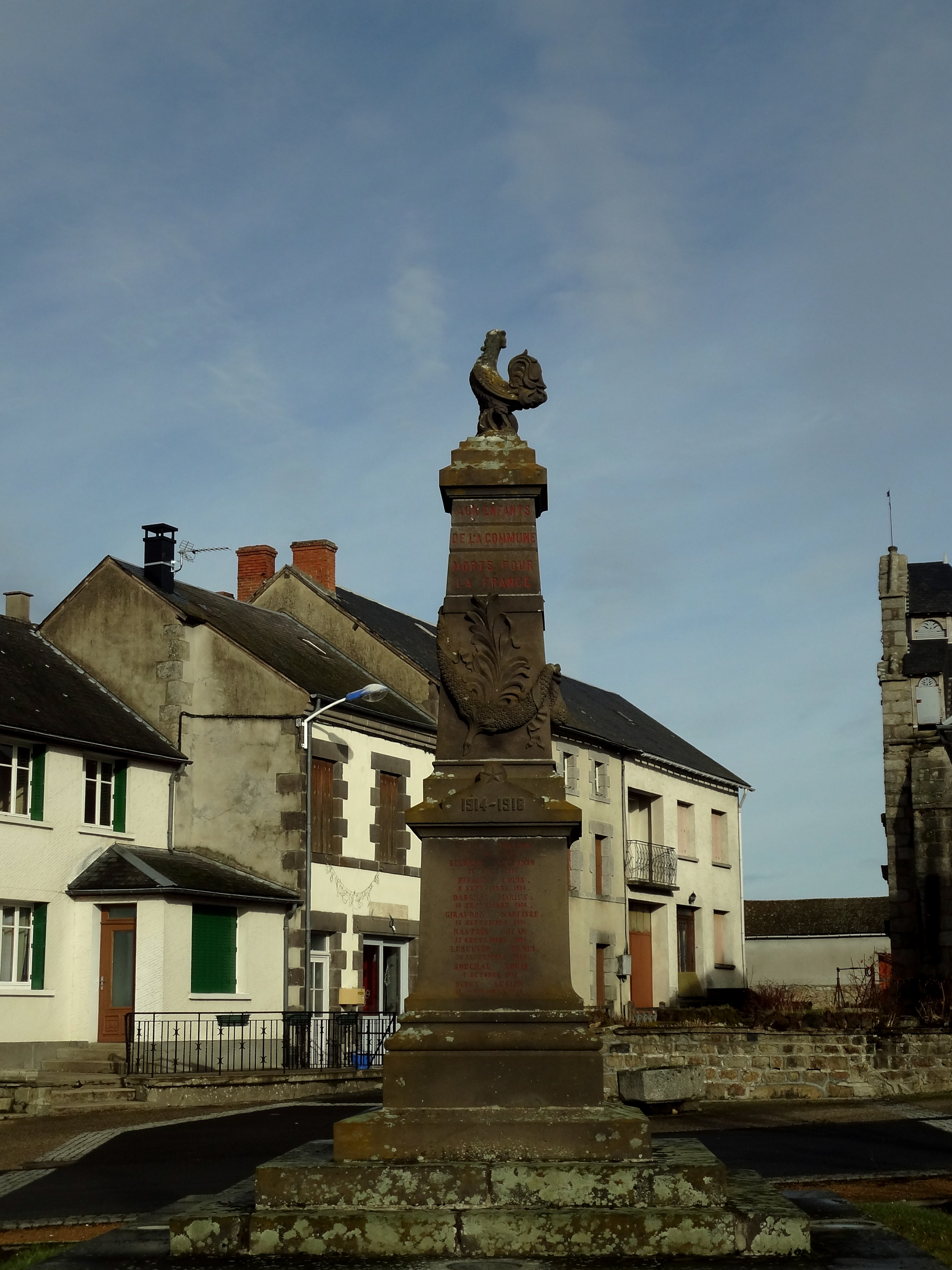
Monument aux morts.

## Politique et administration

### Découpage territorial
La commune de Saint-Avit est membre de la communauté de communes Chavanon Combrailles et Volcans, un établissement public de coopération intercommunale (EPCI) à fiscalité propre créé le 1er janvier 2017 dont le siège est à Pontaumur. Ce dernier est par ailleurs membre d'autres groupements intercommunaux. Jusqu'en 2016, elle faisait partie de la communauté de communes de Haute Combraille.
Sur le plan administratif, elle est rattachée à l'arrondissement de Riom, à la circonscription administrative de l'État du Puy-de-Dôme et à la région Auvergne-Rhône-Alpes. Avant mars 2015, elle faisait partie du canton de Pontaumur.
Sur le plan électoral, elle dépend du canton de Saint-Ours pour l'élection des conseillers départementaux, depuis le redécoupage cantonal de 2014 entré en vigueur en 2015, et de la deuxième circonscription du Puy-de-Dôme pour les élections législatives, depuis le dernier découpage électoral de 2010 (sixième circonscription avant 2010).

### Élections municipales et communautaires

#### Élections de 2020
Le conseil municipal de Saint-Avit, commune de moins de 1 000 habitants, est élu au scrutin majoritaire plurinominal à deux tours avec candidatures isolées ou groupées et possibilité de panachage. Compte tenu de la population communale, le nombre de sièges à pourvoir lors des élections municipales de 2020 est de 11. Sur les treize candidats en lice, dix ont été élus dès le premier tour, le 15 mars 2020, avec un taux de participation de 74,54 %. Le conseiller restant à élire est élu au second tour, qui se tient le 28 juin 2020 du fait de la pandémie de Covid-19, avec un taux de participation de 53,05 %.

#### Chronologie des maires
| Période                                  | Période                    | Identité             | Étiquette | Qualité   |
| ---------------------------------------- | -------------------------- | -------------------- | --------- | --------- |
| Les données manquantes sont à compléter. |                            |                      |           |           |
| mars 2008                                | En cours (au 29 août 2021) | Nicolas Montpeyroux, |           | Comptable |

## Population et société

### Démographie
L'évolution du nombre d'habitants est connue à travers les recensements de la population effectués dans la commune depuis 1793. Pour les communes de moins de 10 000 habitants, une enquête de recensement portant sur toute la population est réalisée tous les cinq ans, les populations de référence des années intermédiaires étant quant à elles estimées par interpolation ou extrapolation. Pour la commune, le premier recensement exhaustif entrant dans le cadre du nouveau dispositif a été réalisé en 2004.

En 2022, la commune comptait 205 habitants, en évolution de −15,29 % par rapport à 2016 (Puy-de-Dôme : +2,1 %, France hors Mayotte : +2,11 %).
| 1793 | 1800 | 1806 | 1821 | 1831 | 1836 | 1841 | 1846 | 1851 |
| ---- | ---- | ---- | ---- | ---- | ---- | ---- | ---- | ---- |
| 710  | 738  | 760  | 801  | 863  | 848  | 907  | 959  | 930  |

| 1856 | 1861 | 1866 | 1872 | 1876 | 1881 | 1886 | 1891 | 1896 |
| ---- | ---- | ---- | ---- | ---- | ---- | ---- | ---- | ---- |
| 928  | 735  | 805  | 764  | 801  | 861  | 808  | 826  | 777  |

| 1901 | 1906 | 1911 | 1921 | 1926 | 1931 | 1936 | 1946 | 1954 |
| ---- | ---- | ---- | ---- | ---- | ---- | ---- | ---- | ---- |
| 775  | 731  | 653  | 572  | 519  | 527  | 539  | 510  | 449  |

| 1962 | 1968 | 1975 | 1982 | 1990 | 1999 | 2004 | 2006 | 2009 |
| ---- | ---- | ---- | ---- | ---- | ---- | ---- | ---- | ---- |
| 434  | 442  | 339  | 324  | 292  | 269  | 259  | 262  | 252  |

| 2014 | 2019 | 2022 | - | - | - | - | - | - |
| ---- | ---- | ---- | - | - | - | - | - | - |
| 248  | 218  | 205  | - | - | - | - | - | - |

## Culture locale et patrimoine

### Lieux et monuments

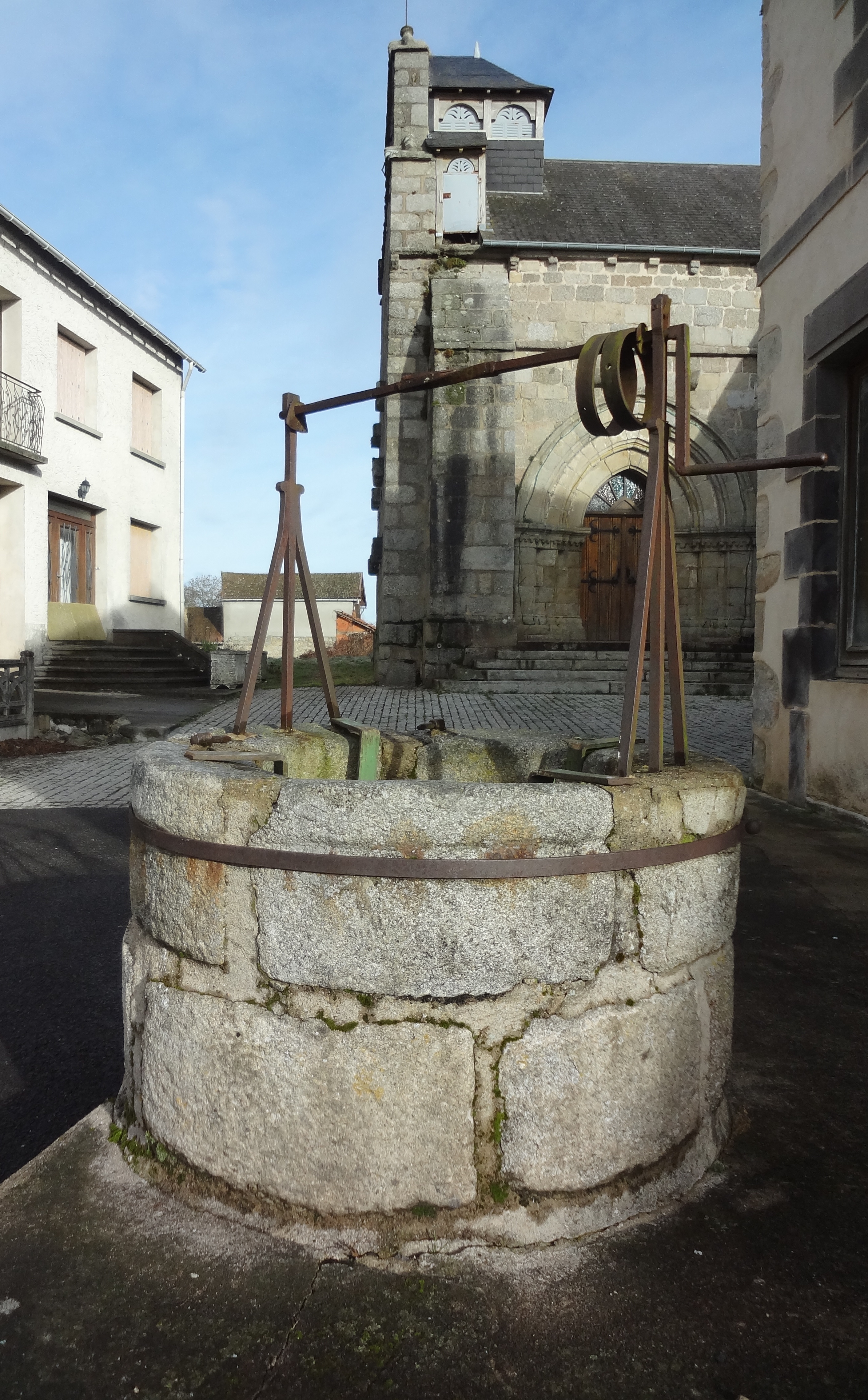
Vieux puits à Saint-Avit.

- L'église Saint-Avit (XIIe siècle (nef, avec quatre chapiteaux romans), remaniée aux XIIIe, XIVe (portail gothique) et XIXe siècles). Inscrite MH en 1998[26].
- Monument de la Résistance du Champ des Martyrs.
- Le vieux puits de Saint-Avit.

### Personnalités liées à la commune
- Georges Conchon (1925-1990), écrivain scénariste, prix Goncourt en 1964.

### Héraldique
| Blason de Saint-Avit | Blason  | De sinople au lion d'or accosté de deux crosses du même, au chef échiqueté de gueules et d'or de deux tires. |
| Blason de Saint-Avit | Détails | Le statut officiel du blason reste à déterminer.                                                             |